# Antonis Anissegos
Antonis Anissegos (griechisch Αντώνης Ανισέγκος; * 1970 in Thessaloniki) ist ein griechischer Komponist und Pianist.

## Leben und Wirken
Anissegos besuchte bis 1991 die Klavierklasse von Eleni Xenariou am Staatlichen Konservatorium von Thessaloniki und war dann bis 1992 an der Franz-Liszt-Akademie in Budapest Schüler von György Orbán. Es schloss sich ein Studium an der Musikhochschule Wien bei Kurt Schwertsik und an der Musikhochschule Köln bei Krzysztof Meyer an. Hier studierte er zugleich Jazzklavier bei John Taylor. Schließlich war er von 1998 bis 2001 Meisterschüler von Walter Zimmermann an der Universität der Künste Berlin.
Bereits Anfang der 1990er Jahre wurde Anissegos von Manos Hadjidakis gefördert, der seine Werke aufführte und Kompositionen bestellte. Er erhielt mehrere Kompositionsstipendien, wie z. B. 1998 das Franz Liszt Stipendium der Hochschule für Musik Franz Liszt Weimar. 2000 gewann er den Ersten Preis im Kompositionswettbewerb der Neuköllner Oper mit der Kammeroper Hundeherz. Für Stirrings Still (nach Samuel Beckett) erhielt er 2002 den Kompositionspreis des Berliner Senats. 2003 nahm er mit der Band Aboe am Tongyeong-International-Musicfestival in Südkorea teil. 2005 trat er mit der Videokünstlerin Erika Matsunami in Kyoto Art Center auf. Dort lernte er die Tänzerin Yuko Kaseki kennen, mit der er seither zusammenarbeitet.
Aufführungen seiner Kompositionen u. a. von Ensemble Modern, Ensemble Piandaemonium, Ensemble Mosaik, Ensemble Cornucopia, Ensemble DissonArt, Staatliches Orchester Thessaloniki, Farbenorchester Athen und Junge Philharmonie Thüringen.
Anissegos arbeitet in mehreren Projekten, darunter Amoebas (mit Christian Weidner, Chris Dahlgren und John Schröder), dem Trio IAMA (mit Jannis Anissegos und Maria Anissegou), Succulent Trash (später Spoke 2, mit Brad Fox, Chris Dahlgren und Maurice de Martin), 3 Spirits (mit Sirone und Samuel Rohrer) und Lynx (mit Kalle Kalima, Danny Schröteler und Samuel Rohrer) Grix (mit Floros Floridis und Yorgos Dimitriadis), Lynx (mit Kalle Kalima, Danny Schröteler und Samuel Rohrer), ΣΩΜΑ (mit Thymios Atzakas), ddaA (mit Oliver Steidle), KAYA (mit der Butoh-Tänzerin Yuko Kaseki), Card Castle (mit Mike Majkowski und Christian Marien) und oneone (mit Rainer Jancis).
2009 trat Anissegos bei dem von Friedemann Dähn und Thomas Maos initiierten Creative Arts and Music Project (CAMP) auf.
Er ist Mitglied des European Music Project, gegründet von Jürgen Grözinger, und des Ensembles Junge Musik.

## Kompositions-Werke
- RAM für Ensembles im Raum (2020/UA 2022)
- Αζώθ/Azoth für 6 Pianisten (3 Flügel & Orchester) (2014)
- o für 6 Instrumente (2013)
- Par für Streichquartett (2006/2013)
- zero universe für 15 Bläser & Elektronik (2013)
- oblating spheres für 3 Streichquintette & Elektronik (2013)
- Enkidu für 2 Pianisten (2012)
- Nacht und Träume für 2 Stimmen und Ensemble (2011)
- systemic risk für 2 Pianisten & 3 Schlagzeuger (2011)
- Naŭ (for Marko Rodin) für Saxophon, Gitarre, Klavier, Kontrabaa, Drums & Streichorchester (2010)
- Orbis Tertius für Ensemble & Elektronik (2010)
- Interludi Strani für Klavier und Percussion mit Texten aus Pierre Lotis Gen Isfahan (mit Jürgen Grözinger, 2010)
- Thelema für live-Elektronik & Ensemble (2009)
- melcox (Elektronik) (2009)
- decalcophonia (Elektronik) (2009)
- Balon für Sampler und Ensemble (2008)
- Nebula für Sopran, Violine, Kontrabass und Klavier (vierhändig) (2007)
- one.moOº°˚˙˙˙˙˙˙˙˙˙˙˙RE...  für 11 Musiker (2007)
- Par für Streichquartett(2006)
- .......CCCCCODDDDDDDD::::::::: für 8 Musiker und 5 Tänzer(2006)
- Bardo für Ensemble (2005)
- deflection DVD mit Erika Matsunami (2005)
- Naifa für Saz, Klavier und Streichquartett (2005)
- Typaio für Ensemble (2004)
- modus operandi für Perkussion (2004–2005)
- helix für Flöte, Cello und Klavier (2003–2004)
- Oh all to end für Gesang und acht Instrumente (nach Stirring Still von S.Beckett) (2003)
- Cock's Tail für Klavier, Cello, Kontrabass und Schlagzeug (2003)
- Avarta für elektrische Violine und CD (2003)
- Ellotia für Orchester (2003)
- Decision Path für Baritonsaxophon (2002)
- styx für sechs Klaviere vierhändig(2002)
- Copia für 20 Musiker (2001)
- Sabbatical für 16 Musiker (2001)
- Hundeherz Kammeroper (2000)
- Apon Streichquartett (1998)
- Das zweite Gesicht Musiktheater für Sänger, Schauspieler, Chor und acht Musiker (1999)
- Chjul für Trompete(1998)
- Doppelkonzert für Flöte, Kontrabass und Orchester (1997–1998)
- 3 Klavier-Etüden (1996–1997)
- Te für Sopran und zwei Gitarren nach Texten aus Homer: Odyssee (1996–1997)
- Van Kachel für Gitarre (1996)
- Diss für Violine und Klavier (1996)
- Idola für Klavier und Streichquartett (1995–1996)
- Myriam für Orchester (1994)
- Triktinon 1 für Klavier sechshändig (1994)
- Punti della croce für Cello und Klavier(1994–1995)
- 2 Songs für Chor und Bläserquintett(1994)
- Meion für Altblockflöte (1992)

## Diskographie (Auswahl)
- Potsa Lotsa Plus: Plays Love Suite by Eric Dolphy mit Silke Eberhard, Jürgen Kupke, Patrick Braun, Nikolaus Neuser, Gerhard Gschlößl, Marc Unternährer 2014
- Nicolas Simion Group: Tarantella Facile mit Ryan Carniaux, Norbert Scholly, Chris Dahlgren, Alan Jones 2014
- The Alliteration mit Nikolaus Neuser, Manuel Miethe, Floros Floridis, Gerhard Gschlößl, Akira Andō, Maurice de Martin 2014
- John Cage: Sonatas and Interludes 2014
- Colored / Three Sides Of A Coin #2 mit Martin Schmidt 2013
- John Cage: Time-Length Pieces mit Martin Schmidt, Dirk Rothbrust 2012
- ddaA: killed by candies mit Oliver Steidle 2012
- ω-ΣΩΜΑ: Playing with Light mit Thymios Atzakas, Shoji Hano 2012
- Lynx: Boon & Bane mit Kalle Kalima, Daniel Schröteler, Samuel Rohrer, Christian Lillinger 2012
- Zoonoses mit Oliver Steidle 2010
- oneone: near anti irons mit Rainer Jancis, 2010
- Trio IAMA Present Perfect. Vol.1 mit Jannis Anissegos, Maria Anissegou Kompositionen von Dimitris Papageorgiou, Leontios Hadjileontiadis, Dimitris Economou, Pavlos Michailidis, Panayiotis Kokoras, Michalis Lapidakis, Antonis Anissegos 2010
- Chris Dahlgren & LexiconMystic Maze mit Christian Weidner, Gebhard Ullmann, Eric Schaefer 2010
- ΣΩΜΑ mit Thymios Atzakas, Savina Yannatou, Michalis Siganidis, Maria Thoidou 2009
- Michalis Siganidis & Φ.Μ.Σ. Οι Άλλοι/The Others: Live mit Michalis Siganidis, Harris Lamprakis, Alkinoos Ioannidis, Thodoris Rellos, Kostas Theodorou, Maria Thoidou & Savina Yannatou, Victoria Velikova, Linos Ioannidis 2009
- F. Schubert, R. Schumann, L. van Beethoven mit Julius Schwahn 2009
- Kayla Quintet End Times mit Ben Abarbanel-Wolff, Gerhard Gschlößl, Jan Roder, Oliver Steidle 2009
- Grix Sweet, Sour, Sharp & Soft mit Floros Floridis, Yorgos Dimitriadis, 2009
- Lynx Lynx Fux Fox mit Kalle Kalima, Danny Schröteler, Samuel Rohrer, 2008
- Isik Preludleri – Siirler – 1 mit Muzaffer Orucoglu, Kemal Dinç, Ahmet Aslan, Athanasios Anagnostopoulos, 2007
- Amoebas 4 Wake Up and Dream mit Christian Weidner, Chris Dahlgren, John Schröder, 2006
- Lir Ve Ates mit Kemal Dinç, Yonca Aktunc, Athanasios Anagnostopoulos, Cenk Erbiner, Maria Anissegou, Dietrich Petzold, Thimios Atzakas, Hayden Chisholm, Bijan Chemirani, 2006
- Terra Incognita II. mit Nektarios Karantzis, Vangelis Tsotridis, Lakis Tzimkas, Nikos Psofogiorgos, Iason Geremtzes, 2005
- Phoobsering mit Frank Paul Schubert, 2005
- Succulent Trash mit Phaedra Alexis, Oliver Potratz, Maurice de Martin, 2005
- Visions (Komposition) mit Costas Anastasopoulos, 2005
- Take Your Right Side To The Left, Soloalbum, 2004
- The Night´s Long Hair mit Thimios Atzakas, Bijan Chemirani, Hayden Chisholm, Gareth Lubbe, Kemal Dinç, Gaby Bultmann, Kiriakos Gouventas, Kostas Theodorou, Thanos Anagnostopoulos, Maria Simoglou, Maria Anissegou, Alexis Mouzourakis, Mariella Kesisoglou, 2004
- Amoebas mit Christian Weidner, Hayden Chisholm, Oliver Potratz, Sebastian Merk, 2004
- Traveller – Yolcu mit Taner Akyol, Alfred Mehnert, 2003
- Maurice de Martin / Berlin Jazz Composers Ensemble Transylvaniana mit Ulli Bartel, Antonio Palesano, Ben Abarbanel-Wolff, Iven Hausmann, Kalle Kalima, Gunnar Geisse, Mircea Tiberian, Oliver Potratz, Tadeusz Sudnik, 2002
- Sokratis Malamas Ena mit Babis Papadopoulos, Manolis Pappos, Kostas Theodorou, 2002
- Georgios Sfiridis Peri – Thorio mit Nikos Papazoglou, Maria Thoidou, Taner Akyol, Antonis Sousamoglou, Gundula Dynow, Constanze Friedrich, Eran Boroviz, Gaby Bultmann, Bettina Semrau, Maike Krullmann, Giorgos Psirakis, Thimios Atzakas, Niklas Schmincke, 2002
- The Transilvanians Live In Berlin mit Szilvana, Andras Tiborcz, Hendrik Maass, Thomas Leisner, Denes Tiborcz, 2002
- Sponsored By Granny mit Phaedro, Steffen Faul, Giorgos Psirakis, Robat Bauer, Berit Jung, Stephane Doucerain, 2002
- Terra Incognita mit Nektarios Karantzis, Nikos Psofogiorgos, 2000
- Pantelis Pavlidis Centuries Old Sounds mit Maria Thoidou, Kemal Dinç, Giannis Toulis, Giorgos Psirakis, Thymios Atzakas, 2000
- Lucky Shards mit Ed Schuller, Eric Schaefer, 2000
- Numbers of Times, Soloalbum/Komposition, 2000
- Maria Thoidou Live at the Dom Forum Köln mit Pantelis Pavlidis, Kemal Dinç, Giannis Toulis, Thymios Atzakas, 2000
- Kostas Maginas Dialogues mit Manos Ahalinotopoulos, Alexis Boulgourgis, Dimos Dimitriadis, Yiorgos Dimitriadis, Kiriakos Gouventas, Kostas Hanis, Akis Katsoupakis, Odysseas Kostantinopoulos, David Lynch, Dimitris Mitsakis, Alekos Papadopoulos, Kostas Papapostolou, Sergei Shatchkov, Yiorgos Simeonidis, Thimios Tsakiris, Kostas Tsougras, Iasonas Yeremtzes, 1999
- Maria Thoidou The Woman and the Apple mit Sokratis Malamas, Thymios Atzakas, Kiki Karipidou, Christos Sikiotis, Vasilis Vetsos, Kiriakos Guventas, Pantelis Pavlidis, Alekos Papadopoulos, Agamemnon Mardas, 1997
- Palmus mit Nektarios Karantzis, Alekos Papadopoulos, 1993